# Nasavrky (Boêmia do Sul)
Nasavrky é uma comuna checa localizada na região da Boêmia do Sul, distrito de Tábor.